# 中华人民共和国第十四届冬季运动会滑雪登山比赛
中华人民共和国第十四届冬季运动会滑雪登山比赛為十四冬的滑雪登山比赛，亦是歷來冬運會首屆滑雪登山比賽。公開組賽事從2024年1月30日至2月1日在扎蘭屯金龍山滑雪場舉行，一共頒發男子、女子和混合團體三枚金牌。

## 獎牌得主
| 項目             | 金牌                     | 银牌                                   | 铜牌                 |
| 公开组男子短距离 | 张成浩 吉林省            | 依斯马尔·托合塔尔艾力 新疆維吾爾自治區 | 刘建宾 山東省        |
| 公开组女子短距离 | 玉珍拉姆 西藏自治區      | 任彤 吉林省                            | 卯升梅 湖南省        |
| 公开组混合接力   | 吉林省 扎西旦珍 贡松郎加 | 山東省 纪璐璐 刘建宾                   | 湖南省 卯升梅 金煜博 |

## 獎牌榜
| 排名 | 代表团           | 金牌 | 銀牌 | 銅牌 | 总数 |
| ---- | ---------------- | ---- | ---- | ---- | ---- |
| 1    | 吉林省           | 2    | 1    | 0    | 3    |
| 2    | 西藏自治區       | 1    | 0    | 0    | 1    |
| 3    | 山東省           | 0    | 1    | 1    | 2    |
| 4    | 新疆維吾爾自治區 | 0    | 1    | 0    | 1    |
| 5    | 湖南省           | 0    | 0    | 2    | 2    |
| 合計 | 合計             | 3    | 3    | 3    | 9    |

## 資料來源
1. ↑  . 中华人民共和国第十四届冬季运动会信息发布系统.   [2024-01-30]. （原始内容存档于2024-02-04）.
2. ↑  . 中华人民共和国第十四届冬季运动会信息发布系统.   [2024-01-30]. （原始内容存档于2024-02-04）.
3. ↑  . 中华人民共和国第十四届冬季运动会信息发布系统.   [2024-02-01]. （原始内容存档于2024-02-04）.